# Mariusz Herman
Mariusz Herman (ur. 6 kwietnia 1965 w Chełmie) – polski dziennikarz, wydawca, menedżer mediów.

## Kariera zawodowa
Studiował na Wydziale Dziennikarstwa i Nauk Politycznych Uniwersytetu Warszawskiego.
W latach 80. związany z warszawskimi klubami studenckimi: UBAB, gdzie pełnił funkcję kierownika klubu oraz CKS UW Hybrydy, gdzie był odpowiedzialny za reklamę i promocję. W latach 1987–1988 przebywał w Norwegii.
Od 1990 roku zawodowo związany z branżą mediową i reklamową. Był inicjatorem utworzenia oddziału „Gazety Wyborczej” w Częstochowie, w której pełnił funkcję redaktora naczelnego oraz szefa oddziału Agora S.A. w Częstochowie.
W 1991–1992 pełnił funkcję doradcy Prezesa Zarządu Telekomunikacji Polskiej S.A.
W 1992 roku założył Radio CITY, jedną z pierwszych w Polsce komercyjnych stacji radiowych, które otrzymało koncesję radiową. W tym czasie był inicjatorem i członkiem zarządu Konwentu Prywatnych Lokalnych Stacji Radiowych, organizacji, która reprezentowała ponad 150 lokalnych stacji radiowych w rozmowach i negocjacjach z Krajową Radą Radiofonii i Telewizji, Stowarzyszeniem ZAIKS i Ministerstwem Łączności. Doradzał również Prezesowi Radia Zet, Andrzejowi Woyciechowskiemu.
W kolejnych latach był współwłaścicielem Radia TKM FM w Łodzi oraz wydawcą miesięczników o tematyce sportowej: Magazyn Futbol, Super Volley i polskiej edycji Tennis Magazine. W 2010 roku na zlecenie zarządu Radia Lublin opracował strategię i nadzorował wprowadzenie na rynek Radia FREEE.
Był również dyrektorem promocji w Polskich Mediach S.A. Odpowiadał m.in. za wprowadzenie i kampanię promocyjną stacji Nasza TV (obecnie TV4) na polski rynek telewizyjny. Przez 2 lata, w Agencji Widowisk TVP S.A.
W 1990 roku w trakcie kampanii wyborczej na Prezydenta RP był szefem komitetu wyborczego Tadeusza Mazowieckiego w Częstochowie, a następnie współtworzył Ruch Obywatelski Akcja Demokratyczna. Potem działał w Unii Demokratycznej, której był liderem w Częstochowie. Wszedł również do władz krajowych UD.
Zajmował się również organizacją wydarzeń w tym m.in. dla Kancelarii Prezydenta RP. Doradzał komitetom wyborczym Platformy Obywatelskiej i SLD.
Był wykładowcą w Społecznej Akademii Nauk, gdzie prowadził zajęcia i wykłady z przedmiotów: Dziennikarstwo oraz Strategia Zarządzania w Mediach.